# Stad Philippinepolder
De Stad Philippinepolder is een polder in de Nederlandse provincie Zeeland. De polder behoort tot de Polders van Albert en Isabella.
De polder werd in 1505 ingedijkt door Jeronimus Laureijn, Heer van Watervliet. Ze werd Polre Sainct-Philippine genoemd, naar Philips de Schone. In deze polder -die slechts 28 ha groot is- werd het stadje Philippine gesticht.